# Ivan Lendl
Ivan Lendl (Ostrava, 7 de marzo de 1960) es un extenista profesional y entrenador checo nacionalizado estadounidense a los 32 años. Estuvo en la primera posición del ranking ATP durante 270 semanas (solo por detrás de Roger Federer, Novak Djokovic y Pete Sampras). Finalizó 5 temporadas como el mejor, 4 temporadas en segundo puesto, y 13 temporadas entre los Top 10 del ranking. Está quinto en cantidad de victorias en el tour profesional con 1071, por detrás de Jimmy Connors, Roger Federer, Novak Djokovic y Rafael Nadal y cuarto en cantidad de torneos ganados con 94, solo superado por los mismos Connors, Federer y Novak Djokovic. Obtuvo 8 torneos de Grand Slam, 5 Torneos de fin de temporada, y 22 torneos Grand Prix Super Series (actuales Masters 1000). Por todos estos logros, Lendl está considerado entre los mejores tenistas de todos los tiempos.
Ganó ocho torneos individuales de Grand Slam: el Abierto de los Estados Unidos de 1985, 1986 y 1987, el Torneo de Roland Garros de 1984, 1986 y 1987, y el Abierto de Australia de 1989 y 1990. Algo que nunca pudo conseguir es ganar el Campeonato de Wimbledon, donde fue finalista en 1986 y 1987, por lo que nunca pudo completar el Grand Slam. Acumuló un total de 19 finales y 28 semifinales, lo que lo ubica cuarto en ambos historiales de la era abierta.
Lendl obtuvo 22 títulos y 33 finales de Grand Prix Championship Series, ubicándose cuarto en ambos historiales. Se destacan seis títulos en el Masters de Canadá, convirtiéndolo en el jugador con más títulos del mencionado torneo. A su vez, ganó cinco veces el Masters Grand Prix y fue finalista cuatro veces. También triunfó en la final de WCT de 1982 y 1985.

## Biografía
Nació en el seno de una familia de tenistas. Su madre llegó a ser la tenista número 2 de su país.
Lendl se convirtió en profesional en 1978. Se mudó a los Estados Unidos en 1986 tras haber sido amenazado públicamente por la asociación de tenis de su país de no dejarlo viajar a participar en torneos en el exterior, por haber participado en el torneo de Sun City, Sudáfrica. En 1992 se convirtió en ciudadano estadounidense.
Se casó en 1989 con Samantha Frenkel y tuvieron cinco hijas: Marika, las gemelas Isabelle y Caroline, Daniela y Nikola. Tras su retiro se dedicó a jugar al golf y a ayudar a sus hijas a practicarlo, deporte en el que sus hijas demostraron tener gran potencial para triunfar en el mundo profesional.

## Carrera tenística

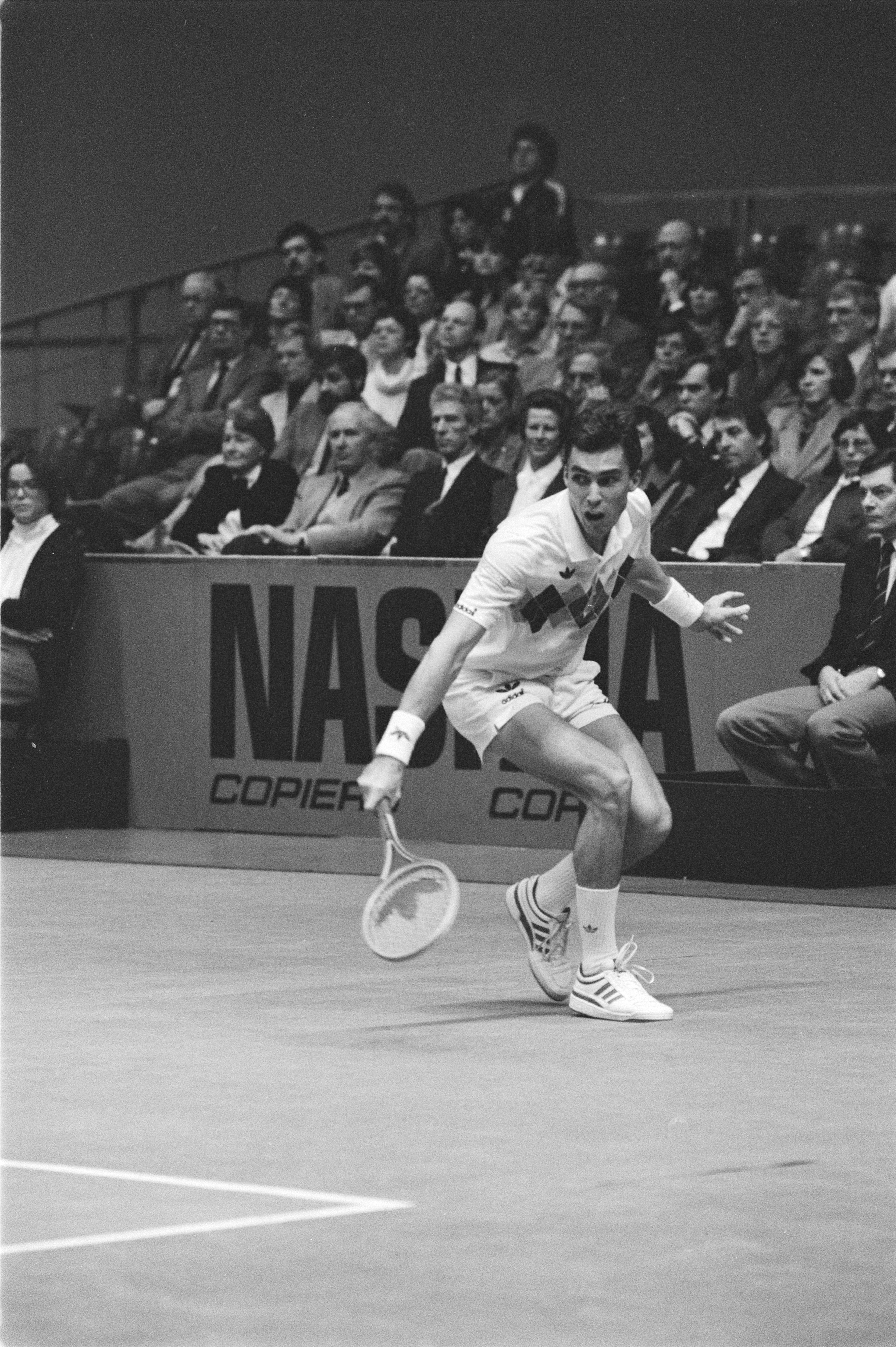
Ivan Lendl en la final del torneo mundial de tenis ABN de 1984 en Rotterdam.

Lendl alcanzó notoriedad a temprana edad. En 1978 conquistó los títulos juniors de Roland Garros y Wimbledon y alcanzó la posición de N.º 1, algo que lograría luego como profesional.
Alcanzó la posición número 1 del escalafón mundial el 28 de febrero de 1983, y sólo la perdió en algunas ocasiones, hasta finalmente dejarla en 1990. Se mantuvo un total de 270 semanas en lo más alto, sobrepasando la marca de Jimmy Connors, y superado tan solo por Pete Sampras. En 2010 también Roger Federer le superó en número de semanas al frente de la ATP.
Lendl ganó 94 títulos en individuales durante su carrera: 8 Grand Slam, 5 Master Grand Prix y otros 81 torneos ATP.
Lendl había ganado la Copa Davis de 1980 con Checoslovaquia, pero cuatro años más tarde se mudó a Nueva York y dejó de jugar este torneo. En 1992 se convirtió en ciudadano de los Estados Unidos.
Se dice que una de las razones de su éxito se debe a la superficie utilizada en las canchas del "Flushing Meadows Park". Los trabajadores que cada año preparan la superficie son los mismos que lo hacen en la casa de Lendl en Long Island. De esta forma, Lendl obtiene una copia exacta en su propia cancha.
La actitud profesional de Lendl, su moderno estilo de juego, sus métodos de entrenamiento científicos y su éxito sin precedentes a largo plazo han producido un impacto considerable en el tenis mundial de hoy. Una cita típica de Lendl es: "Si no practicara de la forma en que lo hago, entonces no jugaría de la manera que sé que puedo hacerlo".
Con esto dicho, el checo se retiró con un historial de partidos 1069-242, lo que significó un 81.5% en porcentaje de victorias; del mismo modo, acumuló un 390-83 en dura, 329-77 en arcilla, 81-27 en césped y 269-55 en moqueta; asimismo, posee historiales favorables contra 349 jugadores y le ganó al menos una vez a 381 tenistas. Del mismo modo, es importante acotar que ganó 95 veces a jugadores ubicados en el top-5, cifra superior a la de Rafael Nadal que ha acumulado 93. Asimismo, alcanzó 44 victorias consecutivas desde el 29 de septiembre de 1981 en el Torneo de Madrid frente a Gabriel Urpi hasta su derrota frente a Yannick Noah en la final del torneo de la Quinta el 15 de febrero de 1982, superando a otros ilustres como Novak Djokovic con 43; Roger Federer con 41; Jimmy Connors con 37; Thomas Muster con 35; el propio Nadal con 32; y su antiguo alumno Andy Murray con 28.

## Otras actividades
Después de haber finalizado su carrera en el tenis en 1994, se dedicó a jugar al golf, teniendo un handicap de 0. En 2004 organizó un torneo de beneficencia llamado Ivan Lendl Celebrity Golf Tournament.
En enero de 2012, se convirtió en entrenador de Andy Murray. El británico había perdido sus primeras cuatro finales de Grand Slam. Logró su primer Grand Slam el cual, de lograrlo, sería a sus 24 años a la misma edad en que Lendl logró su primer torneo grande. Murray obtuvo el Abierto de Estados Unidos 2012 y el Campeonato de Wimbledon 2013. Lendl dejó de ser su entrenador en marzo de 2014.

## Clasificación histórica
| Torneo                    | 1978 | 1979 | 1980 | 1981 | 1982 | 1983 | 1984 | 1985 | 1986 | 1987 | 1988 | 1989 | 1990 | 1991 | 1992 | 1993 | 1994 | Títulos |
| ------------------------- | ---- | ---- | ---- | ---- | ---- | ---- | ---- | ---- | ---- | ---- | ---- | ---- | ---- | ---- | ---- | ---- | ---- | ------- |
| Abierto de Australia      | -    | -    | 2r   | -    | -    | F    | 4r   | SF   | -    | SF   | SF   | G    | G    | F    | CF   | 1r   | 4r   | 2       |
| Roland Garros             | 1r   | 4r   | 3r   | F    | 4r   | CF   | G    | F    | G    | G    | CF   | 4r   | -    | -    | 2r   | 1r   | 1r   | 3       |
| Wimbledon                 | -    | 1r   | 3r   | 1r   | -    | SF   | SF   | 4r   | F    | F    | SF   | SF   | SF   | 3r   | 4r   | 2r   | -    | 0       |
| Abierto de Estados Unidos | -    | 2r   | CF   | 4r   | F    | F    | F    | G    | G    | G    | F    | F    | CF   | SF   | CF   | 1r   | 2r   | 3       |
| Tennis Masters Cup        | -    | -    | F    | G    | G    | F    | F    | G    | G    | G    | F    | SF   | CF   | SF   | -    | -    | -    | 5       |